# Khenpo Sodargye
Khenpo Sodargye est né au Kham (Tibet) en 1962. En 1985, il est ordonné moine à l’institut de Larung Gar, la plus grande université bouddhiste au monde à présent,,,, située dans la province chinoise du Sichuan. Il a pu y suivre l’enseignement et être formé par Khenpo Jigme Phuntsok Rinpoche en personne, un des plus éminents maîtres du bouddhisme tibétain nyingma à cette époque,,,.

## Biographie
Après des études approfondies des cours de traités philosophiques du bouddhisme tibétain traditionnel, il a aussi étudié le corpus complet des enseignements des transmissions tantriques du bouddhisme tibétain à la grande perfection. Il était alors responsable de l’institut où il est devenu un des professeurs principaux. Pendant la durée de vie de Jigme Phuntsok Rinpoche, il était le chef traducteur en chinois de Rinpoche et chargé de la mission d’enseigner aux disciples chinois,,.
Khenpo Sodargye est devenu un des maîtres bouddhistes les plus reconnus de nos jours. En tant que lama tibétain, érudit bouddhiste, enseignant, traducteur prolifique tibétain-chinois et penseur bouddhiste contemporain, Khenpo est reconnu à travers l’Asie et l’Occident pour son intérêt d’intégrer les principes traditionnels du bouddhisme avec les enjeux mondiaux et ceux de la vie moderne. 
Khenpo a été largement invité à donner des conférences à travers la Chine, l’Asie de l’Est, l’Asie du Sud, l’Asie du Sud-Est, l’Australie, la Nouvelle-Zélande ainsi que l’Europe et l’Amérique du Nord. 
Au cours des années 2010, il a été invité à donner des conférences dans plusieurs universités prestigieuses, y compris à l'Université de Pékin, Tsinghua, Harvard, Columbia, Yale, Princeton, Stanford, l’Université de Toronto, de McGill, d’Auckland, de Melbourne, l'Université nationale de Singapour, de Taiwan, l’Université de Hong Kong et l’Université de Göttingen.
Khenpo a dit plus d’une fois : « Je ne sais pas combien de temps je vivrais, mais même s’il y avait qu’un seul auditeur, je ferais de mon mieux pour lui faire bénéficier du  Dharma jusqu’à mon dernier souffle ».
En janvier 2020, des centres bouddhistes tibétains liés à Larung Gar ont été fermés sous la pression probable de la Chine. Un disciple chinois de Khenpo Sodargye résidant en Occident a déclaré à l'association Campagne internationale pour le Tibet que Sodargye et l'autre abbé de Larung Gar, Khenpo Tsultrim Lodro, avaient été interrogés séparément par les autorités chinoises en novembre et la fermeture est liée à ces interrogatoires. Les raisons de ces fermetures ne seraient cependant pas seulement liées à cela,.